# William Tackaert
William Willy Tackaert (Zele, 9 d'agost de 1956) va ser un ciclista belga, que fou professional entre 1979 i 1987. Les seves principals victòries les aconseguí en clàssiques belgues com la Nokere Koerse o la Kuurne-Brussel·les-Kuurne.

## Palmarès
- 1979
  - Vencedor d'una etapa dels Tres dies de La Panne
- 1980
  - 1r a l'Omloop van Wallonie
  - Vencedor d'una etapa de l'Etoile des Espoirs
- 1981
  - Vencedor d'una etapa Critèrium del Dauphiné Libéré
- 1982
  - 1r a la Nokere Koerse
  - 1r a la Fletxa de Liederkerk
- 1983
  - 1r al Gran Premi E3
  - 1r a la Circuit Mandel-Leie-Escalda
- 1984
  - 1r al Circuit de les Ardenes flamenques - Ichtegem
  - Vencedor d'una etapa de la Volta a Luxemburg
- 1985
  - 1r a la Kuurne-Brussel·les-Kuurne
  - 1r a l'Omloop van het Waasland
  - Vencedor d'una etapa de la Herald Sun Tour
  - Vencedor d'una etapa dels Tres dies de La Panne

### Resultats al Tour de França
- 1979. Abandona (16a etapa)
- 1980. 82è de la classificació general
- 1981. 93è de la classificació general
- 1982. Abandona (19a etapa)
- 1983. Abandona (3a etapa)